# Anegundi, Kumta
Anegundi là một làng thuộc tehsil Kumta, huyện Uttara Kannada, bang Karnataka, Ấn Độ.